# Buck Taylor
Walter Clarence „Buck” Taylor III (ur. 13 maja 1938 w Hollywood) – amerykański aktor serialowy i filmowy, a także akwarelista. Syn aktora Duba Taylora.
Absolwent North Hollywood High School, studiował następnie teatrologię na University of Southern California w Los Angeles. Trenował gimnastykę, dwa lata służył w Marynarce Wojennej USA. Karierę zawodową rozpoczął w pierwszej połowie lat 60. Pojawiał się w licznych serialach, m.in. w latach 1967–1975 grał jedną z głównych ról w produkcji Strzały w Dodge City. Wystąpił w licznych westernach i filmach poświęconych amerykańskiej historii z drugiej połowy XIX wieku. W latach 90. zajął się także malarstwem.

## Filmografia
- 1962: Alfred Hitchcock przedstawia
- 1963: Ścigany
- 1964: Bonanza
- 1966: The Virginian
- 1966: The Wild Angels
- 1967: Strzały w Dodge City
- 1981: Legenda o samotnym jeźdźcu
- 1982: The Fall Guy
- 1984: T.J. Hooker
- 1990: Dallas
- 1993: Gettysburg
- 1993: Tombstone
- 1995: Strażnik Teksasu
- 1999: Przewodnik dusz
- 1999: Bardzo dziki zachód
- 2003: Generałowie
- 2004: Alamo
- 2007: Mgła
- 2011: Kowboje i obcy